# Военно-гражданская директория Сальвадора (1961)
Военно-гражданская директория (исп. Directorio Cívico-Militar) — коллегиальный орган власти, управлявший Сальвадором с 25 января 1961 года по 25 января 1962 года.

## История
Хосе Мария Лемус Лопес, избранный президентом в 1956 году на 6-летний срок, был свергнут 26 октября 1960 года, и к власти пришла Правительственная хунта. Она, в свою очередь, была свергнута 25 января 1961 года, и во главе страны встала Военно-гражданская директория.
13 февраля 1961 года пять политических партий образовали совет для выработки временного избирательного закона по выборам в Законодательную Ассамблею. После выборов была создана Конституционная Ассамблея. 25 января 1962 года вступила в силу новая Конституция Сальвадора, а глава Конституционной Ассамблеи Эусебио Родольфо Кордон Сеа стал временным президентом до выборов президента страны.

## Состав
Первоначально в состав Директории вошли:
- полковник Анибаль Портильо
- полковник Хулио Адальберто Ривера
- доктор Фелисиано Авелар, адвокат
- доктор Хосе Антонио Родригес Порт, адвокат
- доктор Хосе Франсиско Валиенте, врач

6 апреля 1961 года Хосе Антонио Родригес Порт и Хосе Франсиско Валиенте вышли из состава Директории. 11 сентября 1961 года из состава Директории вышел полковник Хулио Адальберто Ривера, и вместо него был назначен подполковник Мариано Кастро Моран.